# Sobrestany
Sobrestany es una pedanía perteneciente al municipio de Torroella de Montgrí (Bajo Ampurdán, provincia de Gerona). Está constituida por una pequeña agrupación de masías en un solo núcleo y algunas masías dispersas cercanas, donde cabe destacar la histórica Torre Ferrana o Más Cremat. 

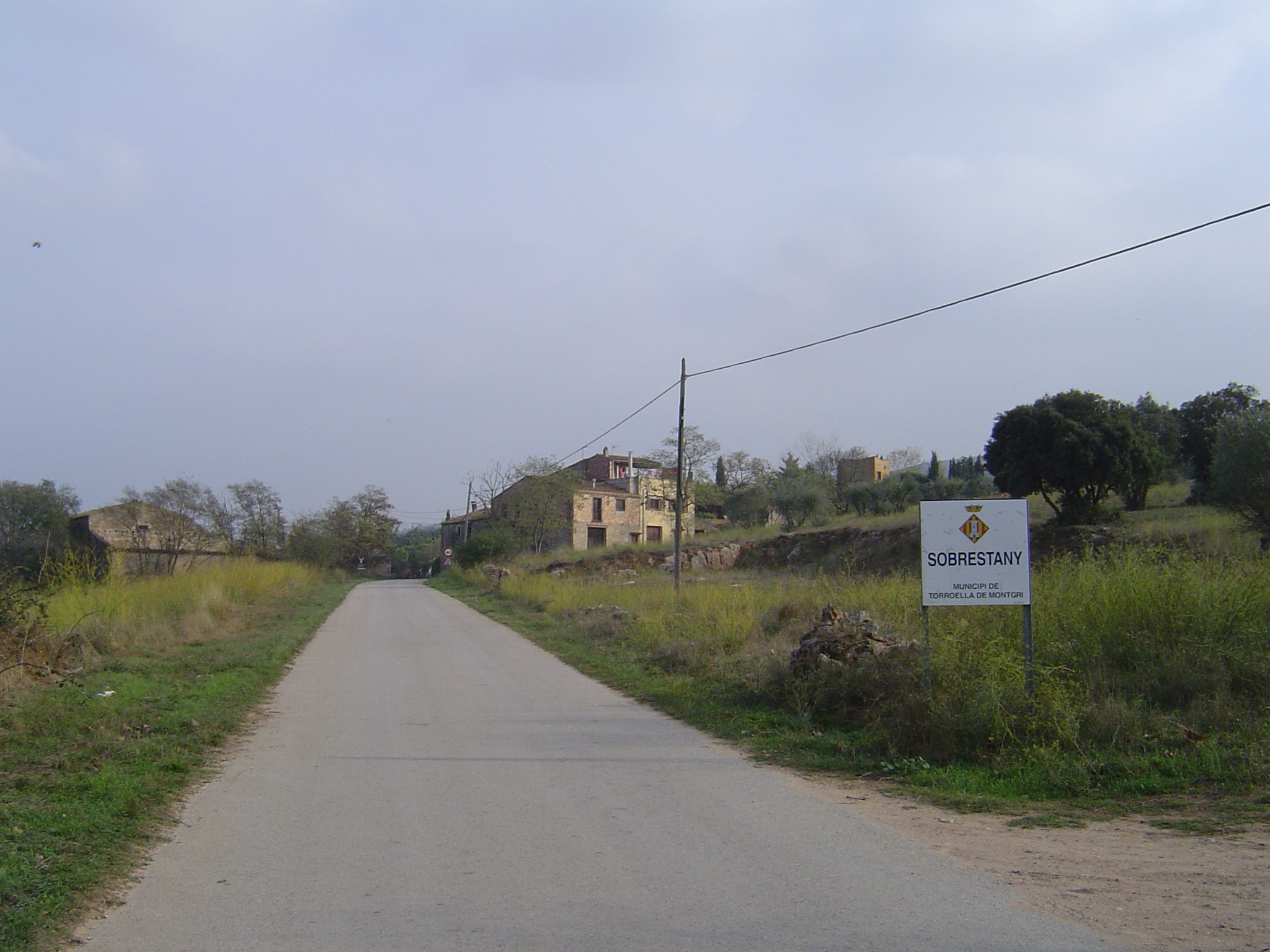
Entrada por carretera a la pedanía.

## Ubicación
Se sitúa en la región septendrional del municipio, enmarcado por la vertiene noroeste del macizo del Montgrí y la ribera sudeste de la antigua laguna de Bellcaire. Aunque su administración es dependiente de Torroella de Montgrí, está mucho más relacionado con las núcleos cercanos de Bellcaire o La Escala. 
Sólo existe un único acceso asfaltado a través del 'camí de Sobrestany' (camino a Sobrestany), que une los núcleos de Torroella de Montgrí y de Ullà, con Sobrestany. También existe un desvío de la carretera GIV-6321, en las inmediaciones de Bellcaire, que conecta con dicho camino. 

## Historia
Las primeras referencias de la pedanía datan del siglo XVI, coincidiendo con la desecación de la laguna de Bellcaire (o Estany de Bellcaire, en catalán). En realidad, su etimología ya indicaría su ubicación: 'encima la laguna' (sobre: encima; estany: laguna). Seguramente, su población aumentó con las concesiones que hizo la Universidad de Torroella, el gobierno civil de la época, para cultivar y pastorear en el macizo. Por lo tanto, su origen y su historia ha estado asociado a las actividades agrícolas.
También cabe destacar la construcción histórica de Torre Ferrana, una masía fortificada que dataría de la época moderna (siglo XVI-XVII). Su fortificación se debe a las incursiones de piratas en las costas catalanas y consiste básicamente en una torre defensiva adyacente a la masía. Está declarada bien de interés cultural.   

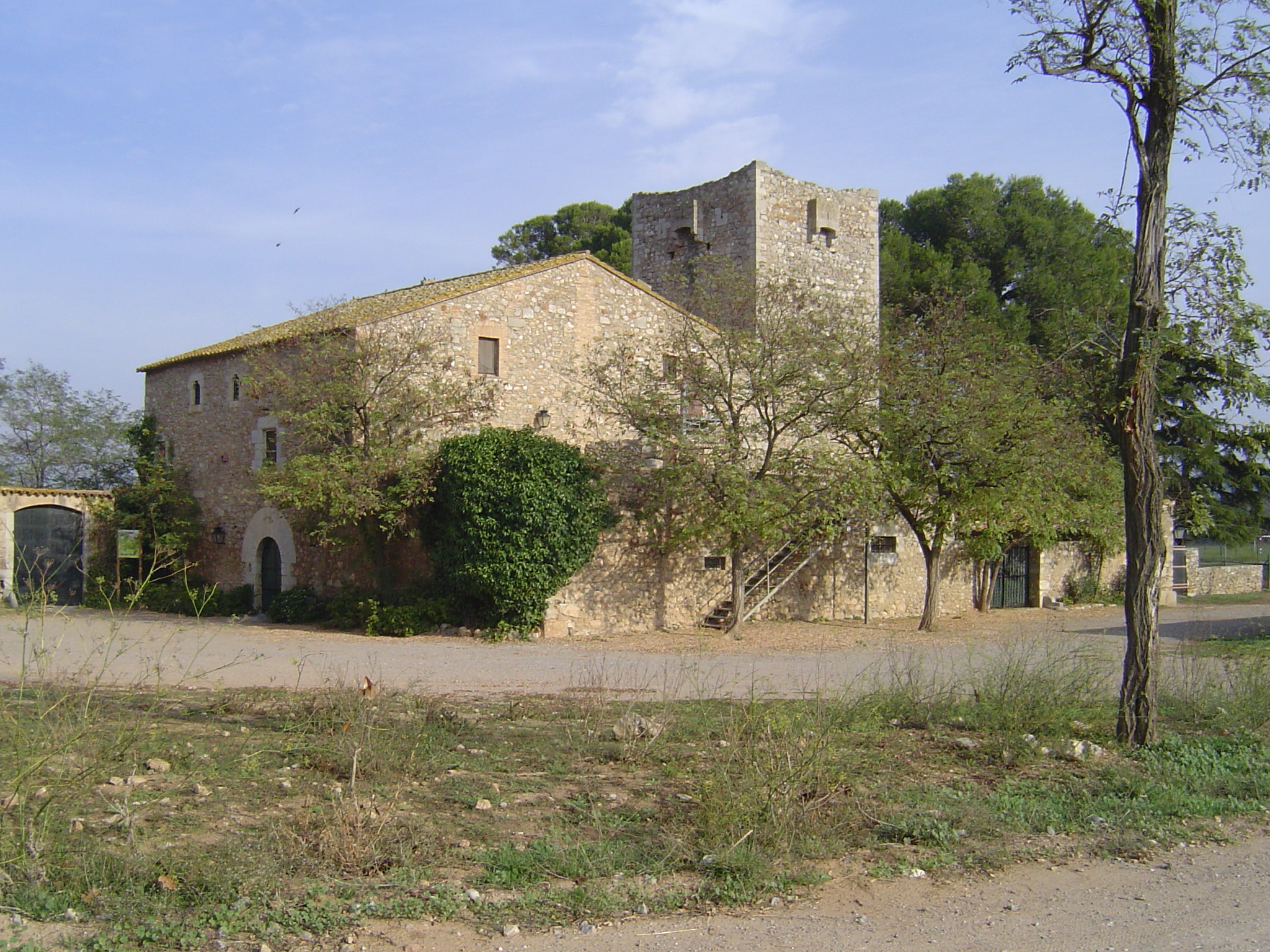
Torre Ferrana (Sobrestany, Torroella de Montgrí)

Ya en tiempos recientes, cerca de la pedanía, se había instalado un Parque Animal, que fue gestionado por los condes de Torroella, propietarios históricos de muchas de las tierras y construcciones de Sobrestany. Sus visitas se han cifrado en 40.000 personas al año. Sin embargo, fue clausurado por el Departamento de Sanidad de la Generalidad de Cataluña el 17 de marzo de 2008 por irregularidades en el trato y sanidad animal.

## Cultura popular
El realizador local Jordi Bellapart hizo un mediometraje documental titulado 'Sobrestany' (2014, 51 min.). A través de algunas antiguos vecinos y el icónico personaje local Miquel del Mas d'en Bou, que residió en Torre Ferrana, repasa la historia y algunas leyendas que rodean esta pedanía. Se estrenó en el marco de la VI Muestra Internacional de Cinema Etnográfico de Catalunya (2016). Se encuentran copias en DVD en la biblioteca Pere Blasi de Torroella de Montgrí.